# DreamWorks Dragons
DreamWorks Dragons ist eine US-amerikanische Computeranimationsserie, die ab 2012 als Fortsetzung des Kinofilms Drachenzähmen leicht gemacht (2010) von DreamWorks Animation produziert wurde.
Die ersten beiden Staffeln wurden von 2012 bis 2014 auf Cartoon Network ausgestrahlt. Anschließend wurde die Serie von Netflix übernommen und 2018 nach insgesamt 118 Episoden in 8 Staffeln beendet. Die Serie dient als Handlungsbrücke zur 2014 erschienenen Kino-Fortsetzung Drachenzähmen leicht gemacht 2. 2019 erschien mit Drachenzähmen leicht gemacht 3: Die geheime Welt eine weitere Fortsetzung in den Kinos.
2021 wurde das Franchise in der Serie Dragons – Die 9 Welten fortgeführt, welche nicht in der Wikingerzeit, sondern in der Gegenwart spielt.

## Serienhandlung
Auch nachdem die Wikinger von Berk und die einst mit ihnen verfeindeten Drachen Frieden miteinander geschlossen haben, ist das gemeinsame Zusammenleben zwischen den beiden Gruppen immer noch nicht so harmonisch, wie man es gerne hätte. Um diesen Umstand zu beheben, gründen Hicks und seine Freunde die Drachentrainingsakademie von Berk, um die Drachen fürs Zusammenleben mit den Menschen fit zu machen. Jedoch gibt es einige Parteien, die weitaus finsterere Zwecke mit den Drachen verfolgen, und auch bei diesen Gelegenheiten muss Hicks seine Intelligenz und Führungskraft zum Wohle der Wikinger und der Drachen gleichermaßen aufbieten.

## Figuren

### Menschen
- Hicks der Hüne III. (Hiccup Horrendous Haddock III.): Der sarkastische, sehr erfindungsreiche Protagonist der Serie, Sohn des Häuptlings von Berk, und Anführer der Drachenakademie.
- Astrid Hofferson: Die zäheste und ehrgeizigste Nachwuchskriegerin auf ganz Berk. Sie ist Hicks beste Freundin, die Co-Leiterin der Drachenakademie und möchte immer die Beste sein. In Staffel 3 kommen sie und Hicks sich immer näher, bis sie in Staffel 6 Folge 11 (Episode 90) schließlich ein Paar und später offiziell verlobt sind. Im dritten Film heiraten sie dann schließlich.
- Rotzbakke Jorgenson (Snotlout Jorgenson): Der großspurige Angeber unter den Jugendlichen von Berk, der sich besonders – aber immer wieder vergeblich – vor Astrid wichtig machen will. Später gibt er es auf und versucht, Heidrun zu beeindrucken. Rotzbakke mag es gern, Schwächere als Verlierer zu bezeichnen. Er sieht sich als den absoluten Gewinnertypen.
- Fischbein Ingerman (Fishlegs Ingerman): Ein dicker, etwas ängstlicher Junge und der Drachen-„Nerd“ unter den Jugendlichen.
- Raffnuss und Taffnuss Thorston (Ruffnut and Tuffnut Thorston): Ein zweieiiges Zwillingspaar mit einer eher kruden und scheinbar unterbelichteten Persönlichkeit, das sich immer wieder in den Haaren liegt.
- Haudrauf der Stoische (Stoick the Vast): Der Häuptling von Berk und Stammes der dort lebenden Hooligans. Er ist zwar sehr stolz auf Hicks, setzt aber immer noch sehr große Erwartungen in ihn.
- Grobian der Rülpser (Gobber the Belch): Haudraufs bester Freund, Waffenschmied von Berk und erfahrener Drachentöter. In der zweiten Folge der Serie übernimmt er als weiteren Beruf die medizinische Betreuung und Zahnpflege der Drachen.
- Mehltau (Mildew): Ein grantiger, aber verschlagener Einsiedler, der außerhalb des Wikingerdorfes lebt. Er ist der einzige Bewohner von Berk, der in den Drachen immer noch seine Todfeinde sieht und sie mit allen möglichen subversiven Methoden und ohne jegliche Rücksicht auf die Sicherheit seiner Mitmenschen aus Berk zu vertreiben sucht. Am Ende der ersten Staffel läuft er zu den Verbannten über und wird ihr offizieller Drachentrainer. Am Ende der zweiten Staffel kommen ihm jedoch Zweifel, sodass er Hicks und seinen Freunden hilft. Außerdem hat er ein Schaf mit dem Namen Fungus, das er immer bei sich trägt.
- Alvin der Heimtückische (Alvin the Treacherous): Der Anführer der Verbannten (Outcasts). Er ist in Staffel 2 der Hauptantagonist und will den Drachenbezwinger (Hicks) fangen. In den letzten Folgen schließt er sich Berk an und legt den Groll gegen Haudrauf ab. Seitdem waren die Verbannten und Berk verbündet. Er taucht in 2 Folgen von Auf zu neuen Ufern auf.
- Dagur der Durchgeknallte (Dagur the Deranged): Der junge, halb-verrückte Anführer des Stammes der Berserker (Berserkers). Er ließ seinen Vater, Oswald den Friedliebenden (Oswald the Agreeable), durch sich selbst „ersetzen“ und will seinen Stamm wieder zu altem Ruhm führen, indem er Drachen jagt und tötet. Vor allem aber hat er es auf Hicks’ Nachtschatten Ohnezahn (Toothless) abgesehen, dessen Kopf er als Trophäe erlangen will. Er übernimmt später auch das Kommando über die Verbannten, nachdem er Alvin hereingelegt hat. Als er am Ende der zweiten Staffel gestürzt wird, landet er in einem Verlies auf der Insel der Verbannten, aus dem er am Anfang der dritten Staffel wieder ausbricht. Er baut seine Armee wieder auf und bedroht die Drachenreiter. Nachdem Dagur abermals von ihnen besiegt worden ist und herausgefunden hat, dass Heidrun (Heather) seine Schwester ist, schließt er sich den Drachenjägern an. Als Heidrun weg ist, verlässt er die Drachenjäger. Er strandet auf einer Insel und rettet Hicks dort vor den Drachenjägern, wonach er abermals verschwindet. Später kommt er zur Drachenklippe und lässt sich zum Drachenreiter ausbilden. Dagur rettet die Drachenreiter vor einer Falle der Drachenjäger, wonach er spurlos verschwindet. In einem Brief an Heidrun erzählt er seine wahre Geschichte. Später kommt er zurück und wird ein Mitglied der Drachenreiter. Er kehrt jedoch zurück und wird wieder zum Berserkeroberhaupt. Er verbündet sich mit den Drachenreitern und Hicks und Dagur werden Freunde. Er verliebt sich in Mala, die Anführerin des Stammes der Beschützer des Flügels (Defenders of the Wing) und heiratet sie in der letzten Folge der Serie.
- Rohling (Savage): Ein Mitglied des Stammes der Verbannten sowie Alvins ergebener Handlanger. Oft ist er der leidtragende Blitzableiter für Alvins Launen und Wutausbrüche. In der zweiten Staffel schließt er sich Dagur an, nachdem er Alvin im Kampf besiegte.
- Mulch und Pütz (Mulch and Bucket): Ein ungleiches Duo von Farmern, die in Berk leben. Mulch sieht sich gezwungen, immer wieder auf seinen geistig gering bemittelten Freund Pütz (im Englischen Bucket, so benannt nach seiner Kopfbedeckung) achtzugeben, damit er sich nicht selbst in Schwierigkeiten bringt. In Staffel drei werden sie Mitglieder der Ersatzdrachenreiter.
- Händler Johann (Trader Johann): Ein wandernder Kaufmann, der zwischen den von Wikingern bewohnten Inseln hin und her segelt. Da er bei seinen Besuchen immer wieder seltene und damit heißbegehrte Waren vorbeibringt, genießt er ein allgemein großes Ansehen bei allen Parteien, unter anderem bei den Wikingern von Berk. Im Verlauf der 5. Staffel stellt sich heraus, dass dies alles nur Teil eines größeren Planes war und Händler Johann der eigentliche Kopf der Drachenjäger ist. Seine große Schwäche ist seine große Klappe und seine Übermütigkeit.
- Gustav Larson: Ein kleiner, zwölf-dreizehnjähriger Junge (in Staffel 3: 16) mit recht viel Selbstvertrauen und mehr Glück als Verstand. Er will unbedingt Drachenreiter werden und trainiert in einer Folge einen Riesenhaften Albtraum (Monstrous Nightmare), den er Zahnhaken (Fanghook) nennt und am Ende scheinbar wieder freilässt. Er wird danach „Mädchen für alles“ in der Akademie. Rotzbakke fühlt sich ihm gegenüber verantwortlich. In Staffel 3 kehrt er zusammen mit Zahnhaken zurück und möchte ein festes Mitglied der Drachenreiter werden. Er ist ein wenig in Astrid verliebt. Später führt er die Ersatzdrachenreiter von Berk an.
- Heidrun (Heather): Ein schwarzhaariges Mädchen, das zunächst eine Zuflucht bei Hicks und seinen Freunden suchte, sich aber als Verräterin herausstellte. In Staffel 3 ist sie eine Freundin der Drachenreiter und besitzt ihren eigenen Drachen. Im zweiten Teil der 3. Staffel unterstützt sie ihren Bruder Dagur und scheint ihre 'Freunde' nochmals zu verraten. Später stellt sich jedoch heraus, dass Heidrun die Drachenjäger nur ausspioniert hat, um sich an Dagur für die Zerstörung ihres Dorfes zu rächen. Astrid wusste schon länger davon. Sie erfährt allerdings, dass Dagur ihr Bruder ist und so spioniert sie für die Drachenreiter weiter, bis Viggo Grimborn sie schließlich enttarnt und Heidrun sich endgültig den Drachenreitern anschließt. Beeinflusst wurde diese Entscheidung auch durch ihre beste Freundin Astrid und die Liebe zwischen ihr und Fischbein.
- Ryker Grimborn: Ist in der 3. Staffel der Hauptantagonist der Reiter und der 2. Anführer der Drachenjäger. Obwohl er der ältere Bruder ist, besitzt sein Bruder Viggo die Vollmacht. Das liegt vielleicht daran, dass Ryker nur körperlich stark ist und Viggo mit dem Verstand arbeitet. Er verriet Viggo mit einem Überraschungsangriff und übernahm die Kontrolle, doch Viggo nutzte dies aus, um einen Plan zu schmieden und zu vollenden. Er starb in Staffel 4 durch Ertrinken.
- Viggo Grimborn: Ist der Kopf der Drachenjäger und der schlaueste Antagonist der ganzen Serie. Während bisher jeder Antagonist Schwächen hatte, hat Viggo keine. Er ist sehr stark und nimmt es mühelos mit Heidrun auf. Er vertraut absolut niemanden, vor allem nicht seinem Bruder, weshalb ihm kein Verräter verborgen bleibt. Er bleibt in der 4., 5. und 6. Staffel der Hauptantagonist und stirbt erst in der 8. Staffel, wo er wahrscheinlich von einem Strahl des Skrills oder im Kampf der Truppen von Johann fällt. Er schlägt sich in seiner letzten Folge auf Hicks’ Seite.

### Drachen
- Ohnezahn (Toothless): Hicks’ Drache von der Spezies Nachtschatten (Night Fury). Er war zu diesem Zeitpunkt möglicherweise auch der letzte seiner Art. Ohnezahn ist für Hicks nicht nur ein Drache, sondern auch sein bester Freund. Zusammen teilen sie denselben Traum, andere Nachtschatten zu finden. Er ist schnell und der kampfstärkste Drache.
- Sturmpfeil (Stormfly): Ein Tödlicher Nadder (Deadly Nadder), welcher mit Astrid ein unschlagbares Team bildet. Sturmpfeil ist weiblich und besitzt eine blaue Färbung. Im Kampf besticht sie durch ihre Geschwindigkeit und ihren Schweif, mit dem sie Stacheln abfeuern kann.
- Hakenzahn (Hookfang): Rotzbakkes Drache ist ein Vertreter der Spezies Riesenhafter Albtraum (Monstrous Nightmare). Anders als die meisten anderen Drachen neigt Hakenzahn dazu, die Befehle von Rotzbakke entweder zu ignorieren oder ihn vor aller Augen ins Fettnäpfchen treten zu lassen. Zu seinen Fähigkeiten gehört, dass er sich selbst in Brand stecken kann. Außerdem ist er in der Lage, mit einem Flügelschlag eine starke Druckwelle zu erzeugen.
- Fleischklops (Meatlug): Ein weiblicher Gronckel (Gronckle) und die Drachenfreundin von Fischbein, der sie liebevoll umsorgt. Sie frisst Steine und kann sogenanntes Gronckeleisen erzeugen, das besonders stark und widerstandsfähig ist.
- Kotz und Würg (Barf and Belch): Die Namen für die beiden Köpfe des Wahnsinnigen Zippers (Hideous Zippleback), der von Raffnuss und Taffnuss im Team geritten wird. Der eine Kopf erzeugt ein grünes, hochexplosives Gas, der andere entzündet es durch Funkenbildung.
- Thornado: Haudraufs erster Drache, ein Donnertrommler (Thunder Drum). Er ist sehr flach und kann mächtige Druckwellen erzeugen. Er verlässt Haudrauf am Ende der 2. Staffel und widmet sich der Fürsorge von Baby-Donnertrommlern.
- Der brüllende Tod (Screaming Death): Eine seltene, königliche, albinoide Unterart der Gattung Flüsternder Tod (Whispering Death), der in der zweiten Staffel zum Hauptfeind der Protagonisten unter den Drachen wird.
- Skrill: Eine extrem seltene Drachenart, die Blitze aus den Wolken in ihrem Körper speichert und sie zur Verteidigung einsetzt.
- Schädelbrecher (Skullcrusher): Nachdem Thornado Haudrauf verlassen hat, findet Haudrauf etwas später diesen Drachen der Spezies Rumpelhorn (Rumblehorn). Er ist ein großer, starker Drache mit der Fähigkeit, Spuren von anderen zu wittern und sie aufzuspüren.
- Windfang (Windshear): Heidruns Drache, ein weiblicher Klingenpeitschling (Razorwhip). Sie ist tödlich im Kampf, hält aber immer zu ihren Freunden und beschützt Heidrun, wo sie kann.
- Schattenmeister (Shattermaster): Dagurs erster Drache, ein grüner Gronckel.
- Schnüffler (Sleuther): Ein Dreifachstachel (Triple Stryke), der lange in Gefangenschaft bei den Drachenjägern war und jeden Tag kämpfen musste. Der Championdrache lebte frei, bis Dagur Schattenmeister verlor und ihn als seinen Drachen wählte.
- Muffel (Grump): Grobians Drache der Spezies Flammenrülpser (Hotburple). Er ist der einzige, der drachensichere Käfige aufbrechen kann.

## Produktionsgeschichte
Am 12. Oktober 2012 verkündete DreamWorks, dass es die Rechte für die Produktion und Ausstrahlung einer Fernsehserie, die auf Drachenzähmen leicht gemacht basiert, erhalten hat. Die Atmosphäre hält sich eng an die des Kinofilms. Zuerst als Dragons: The Series betitelt, erhielt sie für die erste Staffel den öffentlichen Namen Dragons: Riders of Berk, dann mit dem Anbruch der zweiten Staffel den neuen Kollektivnamen DreamWorks Dragons.
Die deutsche Erstausstrahlung der Serie war vom 2. März bis zum 16. Juni 2013 auf Cartoon Network zu sehen.
Die deutsche Free-TV-Ausstrahlung der ersten Staffel startete am 4. Oktober 2013 bei Super RTL. Die zweite Staffel ist im deutschen Fernsehen erstmals ab 28. März 2014 auf dem Sender zu sehen.

## Synchronisation
In der englischen Originalversion übernehmen die Sprecher im Kinofilm in den meisten Fällen ihre entsprechenden Rollen in der Serie, mit Ausnahme von den Sprechern von Stoick, Gobber, Snotlout und Ruffnut.
| Rollenname original                | Sprecher original                                        | Rollenname deutsch                   | Sprecher deutsch                                              |
| ---------------------------------- | -------------------------------------------------------- | ------------------------------------ | ------------------------------------------------------------- |
| Hiccup Horrendous Haddock III      | Jay Baruchel                                             | Hicks der Hüne III.                  | Konrad Bösherz                                                |
| Stoick the Vast                    | Nolan North                                              | Haudrauf der Stoische                | Tilo Schmitz                                                  |
| Gobber the Belch                   | Chris Edgerly                                            | Grobian der Rülpser                  | Thomas Nero Wolff                                             |
| Astrid Hofferson                   | America Ferrera                                          | Astrid Hofferson                     | Anne Helm                                                     |
| Snotlout Jorgenson                 | Zack Pearlman                                            | Rotzbakke Jorgenson                  | Tim Sander                                                    |
| Fishlegs Ingerman                  | Christopher Mintz-Plasse                                 | Fischbein Ingerman                   | Hannes Maurer (bis Staffel 3) Christian Zeiger (ab Staffel 4) |
| Tuffnut Thorston/Graffnut Thorston | T. J. Miller                                             | Taffnuss Thorston/Graffnuss Thorston | Nico Sablik                                                   |
| Ruffnut Thorston                   | Julie Marcus (Staffel 1) Andree Vermeulen (ab Staffel 2) | Raffnuss Thorston                    | Britta Steffenhagen                                           |
| Mildew                             | Stephen Root                                             | Mehltau                              | Freimut Götsch                                                |
| Mulch                              | Tim Conway                                               | Mulch                                | Axel Lutter                                                   |
| Bucket                             | Thomas F. Wilson                                         | Pütz                                 | Uli Krohm                                                     |
| Spitelout Jorgenson                | David Tennant                                            | Kotzbakke Jorgenson                  | Tim Moeseritz                                                 |
| Gustav Larson                      | Lucas Grabeel                                            | Gustav Larson                        | David Kunze                                                   |
| Alvin the Treacherous              | Mark Hamill                                              | Alvin der Heimtückische              | Karl Schulz                                                   |
| Dagur the Deranged                 | David Faustino                                           | Dagur der Durchgeknallte             | Rainer Fritzsche                                              |
| Savage                             | Paul Rugg                                                | Rohling                              | Matthias Klages                                               |
| Heather                            | Mae Whitman                                              | Heidrun                              | Giovanna Winterfeldt                                          |
| Trader Johann                      | Michael Goldstrom                                        | Händler Johann                       | Gerald Schaale                                                |
| Ryker Grimborn                     | J B Blanc                                                | Ryker Grimborn                       | Uwe Jellinek                                                  |
| Viggo Grimborn                     | Alfred Molina                                            | Viggo Grimborn                       | Nicolas Böll                                                  |
| Krogan                             | Hakeem Kae-Kazim                                         | Krogan                               | Roman Kretschmer                                              |
| Mala                               | Adelaide Kane                                            | Mala                                 | Lydia Morgenstern                                             |
| Throk                              | James Arnold Taylor                                      | Trok                                 | Sebastian Kluckert                                            |
| Atali                              | Rose McIver                                              | Atali                                | Friederike Walke                                              |
| Minden                             | Holly Kagis                                              | Minden                               | Lo Rivera                                                     |

## Kritiken
Die Kritiken dieser Serie sind durchgehend positiv. Diverse Kritiker, darunter Brian Lowry vom Variety Magazin und Mary McNamara von der Los Angeles Times, lobten die Nähe von Dragons zu seinem Original und betonten die gelungene Umsetzung von dessen Atmosphäre, Witz und der Weiterführung des Filmplots.